# Кудрявцева, Лера
Вале́рия Льво́вна (Ле́ра) Кудря́вцева (род. 19 мая 1971, Усть-Каменогорск, Восточно-Казахстанская область, Казахская ССР, СССР) — российская теле- и радиоведущая, актриса и певица, ведущая развлекательных программ на телеканале «НТВ».

## Биография
Родилась 19 мая 1971 года в Усть-Каменогорске Восточно-Казахстанской области Казахской ССР, в семье научных сотрудников Льва Николаевича Джандарбаева и Александры Ивановны Кудрявцевой (род. 21 мая 1942). Старшая сестра — Оксана Жукова (дев. Кудрявцева; род. 24 января 1964) занимается бизнесом.
Окончила культпросветучилище в Усть-Каменогорске (факультет театральной режиссуры) и ГИТИС (актёрское отделение факультета эстрады).
Танцевала и была бэк-вокалисткой в коллективах певцов: Евгения Осина, Богдана Титомира, Игоря Саруханова, Светланы Владимирской.
На телевидении работает с 1995 года. Вела программы «Партийная зона», «МузОбоз» (вместе с Отаром Кушанашвили), «Испытание верности». Виджей на Муз-ТВ, телеведущая на ТНТ («Клуб бывших жён»). Ведёт музыкальные фестивали «Новая волна», «Юрмала» и «Песня года» в паре с Сергеем Лазаревым.
В 2008 году победила в шоу «Звёздный лёд» (в паре с Гвендалем Пейзера). В паре с Алексеем Мазуриным участвовала в проекте «Танцы со звёздами» в 2008 году.
В 2023 году вместе с Катей Гордон создали группу «ЗаVисть». Сейчас выпущены пять синглов: «Ча-ча-чао», «Дамы за 30», «Корпорат», «Горько» и «Новый гад».

## Личная жизнь
Первый муж (1990—1992) — Сергей Ленюк (род. 1967), барабанщик из группы «Ласковый май»; живёт в Сергиевом Посаде. Сын Жан (род. 14 апреля 1990). Внук Лев Ленюк (род. 20 мая 2018).
Второй муж (2004—2007) — Матвей Фридрихович Морозов (род. 25 января 1972), московский бизнесмен.
Встречалась (2008—2012) с Сергеем Лазаревым (род. 1983), певцом.
Третий муж (с 2013) — Игорь Макаров (род. 1987), хоккеист. Дочь Мария Макарова (род. 9 августа 2018). 12 января 2024 года Кудрявцева объявила, что ушла от мужа.

## Творчество

### Работа на радио
- «Шоу Леры Кудрявцевой „Хорошие люди“» (радио «Маяк»).

### Работа на телевидении
- «Партийная зона» («ТВ-6», 1995).
- «МузОбоз» («ТВ-6», 1998—1999).
- «Испытание верности» («Муз-ТВ», ведущая).
- «Клуб бывших жён» («ТНТ»).
- «Культурный обмен» («ТВ Центр», с 2009 года, ведущая, совместно с Андреем Разыграевым).
- «Ешь и худей» («ТНТ», с 17 июля 2010 года, ведущая).
- «Новая волна» («Россия-1», с 2002 года).
- «Песня года» («Россия-1», с 2007 года)[26].
- «10 самых…» («Муз-ТВ», ведущая до 2020 года)
- «КВН» (2012) — выступление в конкурсе «СТЭМ со звездой» с командой Триод и Диод.
- «Партийная зона»[27] («Муз-ТВ», ведущая с 2012 по 2021 год).
- «Премьер-лига КВН» (2013) — выступление в финальном приветствии команды ЮФУ «Ррр».
- «Большая перемена» («НТВ», 2014)
- «Музыкальный аукцион» с Олегом Сикоровым (Латвия).
- «Премия Муз-ТВ» (2003, 2005—2007, 2012—2017, 2019, 2024—2025)
- «Секрет на миллион» («НТВ», с 4 сентября 2016)[28].
- «Звёзды сошлись» («НТВ», с 23 апреля 2017)[29].
- «Новогодняя Маска 2021» («НТВ», приглашённая гостья в образе Селёдки под шубой).
- «Суперстар! Возвращение» («НТВ», член жюри во втором, третьем[30] и четвёртом сезонах).
- «Аватар» («НТВ», член жюри в третьем сезоне)
- «Звёзды» («НТВ», участница)

### Съёмка в клипах
- «Тучи» (Иванушки International, 1996)
- «Спи, моё солнышко» — видеоклип, спела вместе с Ириной Дубцовой, Алсу, Жасмин и Татьяной Булановой.
- «Вместе с тобой» (Чай вдвоём).
- «Украденное счастье» (Александр Ломинский).
- «Арам зам зам» (Дискотека Авария, 2009), вместе с Анфисой Чеховой, Ольгой Шелест, Львом Лещенко, Сергеем Лазаревым и др.
- Гимн телеканала МУЗ (2011)
- «Когда ты станешь большим» (Денис Клявер, 2018).
- «Суперстар!» (Любаша, Лера Кудрявцева, Вика Цыганова, Сергей Соседов, 2021)
- «Ча-ча-чао» — (Дуэт Леры Кудрявцевой, Кати Гордон, 2023)

### Фильмография
- 2004—2007 — Улицы разбитых фонарей (телесериал, 6-8 сезоны) — Варя Замахина
- 2006 — Zадов in Rеалити (телесериал, серия 10 «Марина из Туапсе») — Марина
- 2007 — Детки в клетке — Лера
- 2007 — На крыше мира — Элга
- 2008 — Деньги для дочери
- 2008 — Очень русский детектив — уборщица в участке
- 2008 — Самый лучший фильм — проститутка № 3
- 2009 — Вердикт — Марина Эдуардовна Огурцова, тренер по теннису, присяжная
- 2009 — Карнавальная ночь с Максимом Авериным — Гермиона
- 2010 — Счастливы вместе — Даша-апгрейд (сотрудница клиники)
- 2010 — А мама лучше! — камео
- 2011 — Самый лучший фильм 3-ДЭ — ведущая церемонии
- 2011 — Краткий курс счастливой жизни — Света, одноклассница Ани
- 2011 — Люди Хэ — камео, гость
- 2011—2018 — Светофор — Лера Кудрявцева
- 2012 — Ржевский против Наполеона — официантка-стриптизёрша
- 2012 — Искатели приключений —  француженка Софи, журналист-фотограф
- 2013 — Здрасьте, я ваш папа!
- 2014—2015 — Анжелика —  Лера Кудрявцева
- 2022 — Папы —  телеведущая — новелла «Один день»

### Дубляж в кино
- 2007 — Би Муви: Медовый заговор — Ванесса Блум
- 2010 — Альфа и Омега: Клыкастая братва — Кейт
- 2012 — Золушка: Полный вперёд! — Золушка

## Награды
- Благодарность Президента Российской Федерации (26 июля 2021 года) — за заслуги в развитии средств массовой информации и многолетнюю добросовестную работу[31].

## Санкции
В 2022 году поддержала вторжение России на Украину. 17 марта 2023 года была внесена в санкционный список Латвии в числе российских культурных деятелей, поддержавших войну на Украине и высказавших «поддержку злодеяний, совершённых кремлёвским режимом» с запретом въезда в страну на неопределённый срок.